# Церковь Николая Чудотворца (Новошахтинск)
Церковь Николая Чудотворца (Церковь святителя Николая) — православный храм в городе Новошахтинске Ростовской области; относится к Шахтинской и Миллеровской епархии, Новошахтинское благочиние.
Адрес: 346907, Ростовская область, город Новошахтинск, улица Карла Маркса, 50.

## История
Приход был образован в 2000 году по инициативе жителей. Городская администрация для организации прихода и церкви передала здание клуба в посёлке Западный города Новошахтинска. На этом месте и был возведён храм Николая Чудотворца. Один из приделов храма посвящён Петербургской угоднице Божией — Ксении Петербургской. На церковном подворье находится отдельно стоящая колокольня-часовня.
Настоятель церкви с 2008 года — иерей Владимир Игоревич Осяк.